# Noma Dumezweni
Noma Dumezweni, född 28 juli 1969 i Swaziland, är en brittisk skådespelare.
Dumezweni har bland annat medverkat i TV-serierna The Watcher från 2022 och Made for Love (2021–2022). Hon har även medverkat i filmerna Mary Poppins kommer tillbaka från 2018 och Den lilla sjöjungfrun från 2023.

## Filmografi (i urval)
- 2018: Mary Poppins kommer tillbaka
- 2021–2022: Made for Love
- 2022: The Watcher
- 2023: Den lilla sjöjungfrun
- 2025 – Murderbot (TV-serie)